# Hindhead
Hindhead est un village dans le comté du Surrey, en Angleterre, Royaume-Uni, situé le long de la voie rapide A3 à environ 16 kilomètres au sud de Guildford et à 61 kilomètres au sud-ouest de Londres.

## Personnalités liées à la commune
- L'égyptologue Mary Brodrick (1855-1933) est morte dans ce village.